# Gravé sur chrome (nouvelle)
Pour l’article homonyme, voir Gravé sur chrome pour le recueil de nouvelles.
Gravé sur chrome (titre original : Burning Chrome) est une nouvelle de science-fiction de William Gibson, parue aux États-Unis dans le magazine Omni en juillet 1982 et parue en France dans le recueil Gravé sur chrome publié en 1987. Elle a été nommée en 1982 pour le Prix Nebula de la meilleure nouvelle longue.

## Résumé
Automatic Jack et Bobby, deux hackers plutôt doués, décident de s'attaquer au « château » de Chrome, représentation ultra-protégée d'une entreprise brassant des milliards dans le cyberespace. Pour parvenir à briser la « Glace » qui protège l'endroit ceux-ci récupèrent un virus destructeur russe qu'ils actionnent avant de graver Chrome afin de détourner les flux financiers qui transitent en son sein.

## Le monde
Le monde et les références technologiques sont les mêmes que dans Neuromancien, Comte Zéro et Mona Lisa s'éclate du même auteur. Cet univers est désigné comme "trilogie de la Conurb" (Sprawl Trilogy), la "Conurb" étant un ensemble urbain (conurbation) qui s'étend le long de la côte est des États-Unis. Cette nouvelle présente la première apparition des termes «cyberspace» et «matrice», et exprime la fascination de Gibson pour les détournements de la technologie avec l'expression «la rue [trouve] ses propres emplois» ("the street finds its own uses for things"). 
Gibson introduit également dans cette nouvelle le concept de «Glace» (Générateur Logiciel Anti-intrusions par Contre-mesures Electroniques) qui désigne un logiciel anti-intrusion (en anglais, ICE pour Intrusion Countermeasures Electronics), et dont il existe des versions illégales et mortelles est surnommés «glace noire». Le terme, qui apparaît dans les autres romans de la triologie, aurait été inventé par Tom Maddox sur un forum usenet,.

## Personnages
- Jack (dit Automatic Jack), le narrateur de l'histoire. "Sale gueule au bras myo-électrique", spécialiste en matériel, et réparation informatique ("tous ces petits trucs qui peuvent vous donner un avantage décisif"). Dans son partenariat avec Bobby Quine, son rôle est de dénicher les logiciels d'intrusion, et d'entretenir le matériel informatique. Il a perdu son bras droit lors d'une opération militaire en Ukraine, brûlé par un laser russe. Il porte une prothèse munie de servomoteurs, à laquelle il doit son surnom.
- Bobby Quine, 28 ans, "beau gosse mince pâle aux lunettes noires", un "cow-boy", voleur de données et hacker. Il est talentueux mais impulsif. Bobby et Jack travaillent en tandem, faisant des opérations de piratage informatique («burns») pour leurs clients.
- Rikki : petite amie de Bobby, âgée de 19 ou 20 ans, tâches de rousseur et yeux bruns ("quelque part entre l'ambre sombre et le café français"). Son objectif est de faire carrière comme vedette de simstim, et elle rêve de pouvoir s'offrir un implant optique Zeiss Ikon (des yeux artificiels haut-de-gamme)[1].
- Le Finnois. Il tient une boutique à New York nommée Metro Holografix, où il vend toute sorte de matériel illégal, notamment des armes et des biens volés. Il entretient un rapport amical avec Jack, l'un de ses clients.
- Chrome : un personnage aussi riche que redouté, occupant un rang élevé dans une organisation criminelle active dans le trafic de drogues de synthèse et la prostitution. Elle a préservé une apparence d'adolescente grâce à la technologie médicale, "un joli visage enfantin aussi lisse que l'acier". Elle est propriétaire d'une maison close nommée la Maison des Lumières bleues.

Le nom de Bobby Quine est mentionné dans Neuromancien, tandis que le Finnois y apparait comme un personnage secondaire.

## Analyse
Pour Tom Henthorne, cette histoire présente une structure sophistiquée, qui alterne entre deux trames narratives: d'une part la cyberattaque contre Chrome effectuée par Bobby et Jack, et d'autre part l'histoire d'un triangle amoureux entre les deux hommes et Rikki qui est racontée par des flashbacks. Pour Gary Westfahl, ce procédé démontre la maîtrise technique croissante dans l'écriture de Gibson, et permet d'établir l'univers ainsi que les motivations des personnages.